# Алаги
„Алаги“ (на гръцки: «Αλλαγή», в превод Промяна) е гръцки вестник, издаван в град Лерин (Флорина), Гърция, от 1963 до 1998 година.

## История
Вестникът започва да излиза в 1963 година в бурен политически период. Негов издател е Илияс Казиас. Вестникът спира в края на 1998 година.